# Soave (vin)
Il Soave est un vin italien de la région Vénétie doté d'une appellation DOC depuis le 21 août 1968. Seuls ont droit à la DOC les vins blancs récoltés à l'intérieur de l'aire de production définie par le décret. 

## Aire de production

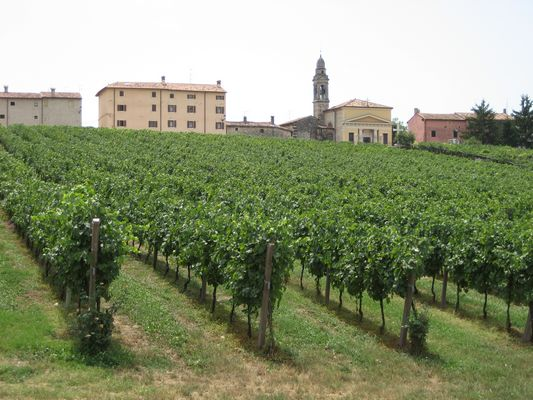
Vignoble de Soave.

Les vignobles autorisés se situent en province de Vérone dans les communes Soave, Monteforte d'Alpone, San Martino Buon Albergo, Lavagno, Mezzane di Sotto, Caldiero, Colognola ai Colli, Illasi, Cazzano di Tramigna, Roncà, Montecchia di Crosara et San Giovanni Ilarione.
La zone de production se trouve au nord de l'autoroute qui relie Vérone et Venise.
Voir aussi les articles Soave Classico (DOC), Soave Superiore (DOCG), Recioto di Soave (DOCG) et Soave Spumante (DOC)

## Caractéristiques organoleptiques
- Couleur : jaune paille clair
- Odeur : vineuse, délicate, parfumée
- Saveur : sèche, harmonieuse, légèrement amère

Le Soave se déguste à une température de 10 à 12 °C. Il se conserve de deux à trois ans en cave.

## Association de plats conseillée
Quiche courgette et gorgonzola

## Production
Province, saison, volume en hectolitres :.
- Verona  (1990/91)  372 622,08
- Verona  (1991/92)  293 058,87
- Verona  (1992/93)  322 094,25
- Verona  (1993/94)  343 959,38
- Verona  (1994/95)  441 625,9
- Verona  (1995/96)  422 207,0
- Verona  (1996/97)  421 743,66